# Flutter atrial
Flutter atrial ou flutter auricular é um tipo de arritmia supraventricular em que os átrios (aurículas) formam um circuito elétrico anormal que causam contrações regulares a um ritmo acelerado (mais de 240 batimentos por minuto, em média 300bpm). No eletrocardiograma é produz diversas ondas P, em forma de serrote, visíveis nas derivações D2, D3 e aVF.

## Classificação
Baseado na frequência das contrações atriais aceleradas (ondas F):
- tipo I: 240 a 340 batimentos por minuto.
- tipo II: 340 a 430 batimentos por minuto.

Baseado na rotação do circuito elétrico atrial:
- Flutter atrial comum: A rotação do circuito elétrico é no sentido anti-horário (90% dos casos). Apresentam onda positiva em V1 e ondas P com polaridade negativa nas derivações eletrocardiográficas D2, D3 e aVF.
- Flutter atrial incomum: A rotação do circuito elétrico é no sentido horário. Apresenta onda ampla e invertida em V1 e ondas P positiva nas derivações eletrocardiográficas D2, D3 e aVF.

## Causas

### Fisiopatologia
Se origina a partir de um circuito elétrico de re-entrada, que ocupa grande parte do tecido atrial direito, incluindo o septo, o teto, a região da crista terminallis na parede lateral até o assoalho atrial próximo ao folheto septal da válvula tricúspide. A frente de onda que circula por este trajeto, pode apresentar rotação horária, ou seja, descendo pelo septo interatrial, assoalho atrial, subindo pela crista terminallis e fechando o circuito no teto do átrio direito, causando assim o surgimento de uma atividade elétrica atrial contínua no eletrocardiograma, denominada ondas P, com polaridade positiva. A resposta ventricular é determinada pelo grau de bloqueio átrio-ventricular, e corresponder a metade da frequência atrial (razão 2:1), tipicamente ao redor de 150 batimentos por minuto ou a um terço da frequência atrial (razão 3:1), ao redor de 100 batimentos por minutos.

### Fatores de risco
Cerca de 30% ocorrem em indivíduos com coração normal. Fatores de risco para o flutter atrial incluem:
- Doença coronária;
- Estenose ou insuficiência mitral;
- Cirurgia cardíaca aberta;
- Hipertensão;
- Obesidade;
- Abuso de álcool;
- Doença pulmonar obstrutiva crônica;
- Cardiopatias dos tipos dilatada, hipertrófica ou isquêmica;
- Anti-inflamatórios não esteroides, exceto aspirina.[3]
- Mixoma atrial;
- Pericardite;
- Síndrome de Wolff-Parkinson-White.
- Tirotoxicose
- Feocromocitoma
- Apneia do sono.
- Cardiopatias congênitas (comunicação interatrial, anomalia de Ebstein)

## Sinais e sintomas

Flutter atrial com razão 3:1 (três ondas atriais F para cada onda ventricular Q ou R).

O aumento da frequência cardíaca normalmente é bem tolerado em pessoas com corações saudáveis e acostumadas a exercícios, sentido apenas como palpitações anormais. Porém, em pessoas com outras doenças cardíacas os sintomas podem incluir:
- Fadiga,
- Dificuldade pra respirar,
- Dor no peito,
- Tontura,
- Desmaio (Síncope cardiogênica).

### Complicações
Quanto mais persistentes e maior quantidade de fatores de risco, maior o risco de complicações. Caso as contrações cardíacas não ejetem sangue suficiente, pode causar insuficiência cardíaca. O distúrbio da frequência cardíaca também aumenta o risco de formação de coágulos que causam tromboembolismo pulmonar e acidente vascular cerebral. Se a irrigação sanguínea é insuficiente pode desencadear um infarto agudo do miocárdio. 

## Epidemiologia
Representa aproximadamente 10% dos casos de taquiarritmias supraventriculares. A incidência aumenta com a idade. É mais comum em homens. Pode aparecer em pessoas com corações saudáveis e sem causar sintomas.

## Tratamento
O tratamento tem três objetivos: regular do ritmo cardíaco, prevenir novos episódios e prevenir tromboembolismos.
O controle do ritmo pode ser feita com fármacos Antiarrítmicos da classe III (como amiodarona, ibutilida ou sotalol intravenosos) ou por meio da cardioversão elétrica. O flutter atrial é consideravelmente mais sensível à cardioversão elétrica de corrente direta do que a fibrilação atrial. Um choque de apenas 20 a 50J geralmente é suficiente para causar um retorno ao ritmo cardíaco normal (ritmo sinusal).
Para prevenir novos casos, deve-se reduzir fatores de risco como hipertensão e obesidade. Recomenda-se que os pacientes sejam previamente anticoagulados para reduzir o risco de tromboembolismo. Além dos Antiarrítmicos da classe III, medicamentos alternativos para controlar o ritmo cardíaco incluem beta-bloqueadores, antagonistas dos canais de cálcio e digoxina.
Quando é secundário a outra doença, como tirotoxicose, alcoolismo ou pericardite, o flutter desaparece quando a causa é tratada.
A grande dificuldade é a manutenção do ritmo cardíaco normal posteriormente, já que a chance de recorrência da arritmia é elevada mesmo com medicamentos antiarrítmicos. Sem os medicamentos a probabilidade de recorrência é ainda maior.

### Ablação com radiofrequência
O conhecimento do mecanismo macroreentrante do flutter atrial permitiu que se delineasse seu tratamento definitivo através do procedimento denominado ablação com radiofrequência utilizando cateteres especiais. A radiofrequência é concentrada na região do istmo entre veia cava inferior e válvula tricúspide (local vulnerável dentro circuito) onde está localizada a área de condução lenta que mantém a reentrada do impulso elétrico. A chance de cura definitiva com esta técnica está ao redor de 90% dos casos, com risco de recorrência em torno de 10%.